# Patrick Wey
Patrick Sean Wey (* 21. März 1991 in Pittsburgh, Pennsylvania) ist ein ehemaliger US-amerikanischer Eishockeyspieler, der im Verlauf seiner aktiven Karriere zwischen 2009 und 2015 unter anderem neun Spiele für die Washington Capitals in der National Hockey League auf der Position des Verteidigers bestritten hat. Wey, der eine überaus erfolgreiche Karriere am Boston College verbrachte, verweilte lediglich zwei Spielzeiten im Profibereich und musste seine Karriere bereits im Alter von 24 Jahren aufgrund mehrerer Gehirnerschütterungen vorzeitig beenden.

## Karriere
Wey verbrachte den Beginn seiner Juniorenzeit zwischen 2007 und 2009 bei den Waterloo Black Hawks in der United States Hockey League, nachdem er zuvor unterklassig in seiner Geburtsstadt Pittsburgh gespielt hatte. Von den Waterloo Black Hawks wechselte der Verteidiger im Sommer 2009 ans Boston College. Zuvor war er bereits im NHL Entry Draft 2009 in der vierten Runde an 115. Stelle von den Washington Capitals aus der National Hockey League ausgewählt worden. In Boston absolvierte Wey neben seinem Studium vier erfolgreiche Jahre im Eishockeyteam des Colleges in der Hockey East, einer Division im Spielbetrieb der National Collegiate Athletic Association. Binnen der vier Jahre gewann die Mannschaft, der in diesem Zeitraum unter anderem Cam Atkinson, Chris Kreider und Johnny Gaudreau angehörten, dreimal den Divisionstitel der Hockey East sowie zusätzlich zweimal die nationale College-Meisterschaft. Darüber hinaus erhielt der Abwehrspieler diverse individuelle Auszeichnungen.
Nach dem Abschluss seines Studiums wechselte Wey zur Saison 2013/14 in den Profibereich, nachdem er im Frühjahr 2013 von den Capitals verpflichtet worden war. Im Saisonverlauf kam er zunächst bei den Reading Royals in der ECHL zum Einsatz, wurde aber nach nur acht Einsätzen zu den Hershey Bears, einem weiteren Farmteam Washingtons, in die American Hockey League beordert. Im Dezember 2013 debütierte er schließlich für den Hauptstadtklub in der NHL, ehe er nach acht absolvierten Partien zurück nach Hershey geschickt wurde. Aufgrund mehrerer erlittener Gehirnerschütterungen binnen kurzer Zeit kam Wey auf lediglich 31 Spiele in der AHL, davon lediglich drei Stück in der Spielzeit 2014/15. An deren Ende im Juni 2015 gab er aufgrund der gesundheitlichen Folgen der Gehirnerschütterungen im Alter von 24 Jahren seinen Rückzug vom aktiven Profisport bekannt.

### International
Für sein Heimatland spielte Wey bei der U20-Junioren-Weltmeisterschaft 2011, bei der er mit dem US-Team den dritten Platz belegte. Der Verteidiger blieb dabei in sechs Turnierspielen punktlos.

## Erfolge und Auszeichnungen
| - 2009 Teilnahme am USHL All-Star Game - 2010 Lamoriello-Trophy-Gewinn mit dem Boston College - 2010 NCAA-Division-I-Championship mit dem Boston College - 2011 Lamoriello-Trophy-Gewinn mit dem Boston College - 2011 Hockey East All-Academic Team | - 2012 Lamoriello-Trophy-Gewinn mit dem Boston College - 2012 NCAA-Division-I-Championship mit dem Boston College - 2013 Hockey East Second All-Star Team - 2013 Hockey East Best Defensive Defenseman |

### International
- 2011 Bronzemedaille bei der U20-Junioren-Weltmeisterschaft

## Karrierestatistik

### International
Vertrat die USA bei:
- U20-Junioren-Weltmeisterschaft 2011

(Legende zur Spielerstatistik: Sp oder GP = absolvierte Spiele; T oder G = erzielte Tore; V oder A = erzielte Assists; Pkt oder Pts = erzielte Scorerpunkte; SM oder PIM = erhaltene Strafminuten; +/− = Plus/Minus-Bilanz; PP = erzielte Überzahltore; SH = erzielte Unterzahltore; GW = erzielte Siegtore; 1 Play-downs/Relegation; Kursiv: Statistik nicht vollständig)